# Draa Kebila
Draa Kebila è un comune dell'Algeria, situato nella provincia di Sétif.